# Potamochoerus
Potamochoerus (boszwijnen) is een geslacht uit de familie Suidae.

## Soorten
Het omvat de volgende soorten:
- Potamochoerus larvatus – Boszwijn
- Potamochoerus porcus – Penseelzwijn of rivierzwijn